# Droits LGBT au Rwanda

Localisation du Rwanda.

Les personnes lesbiennes, gays, bisexuelles et transgenres (LGBT) au Rwanda peuvent faire face à des difficultés légales que ne connaissent pas les résidents non-LGBT.

## Législation sur l'homosexualité
Les relations homosexuelles ne sont pas pénalisées au Rwanda.
La discrimination n'y est pas interdite, mais l'orientation sexuelle et l'identité de genre ne sont pas mentionnées dans l'interdiction. De fait, il n'existe pas de protection judiciaire contre l'homophobie. Les personnes LGBT sont « souvent rejetées et stigmatisées par les communautés religieuses du pays ». La communauté LGBT parvient cependant à y vivre et à s'exprimer.
En septembre 2019, un chanteur de gospel, Albert Nabonibo, fait son coming out dans les médias rwandais. La presse parle d'un « choc » dans le pays, mais le chanteur reçoit le soutien du ministre des Affaires étrangères Olivier Nduhungirehe. Cette médiatisation peut contribuer à une meilleure appréciation des LGBT au Rwanda.

## Reconnaissance légale des couples homosexuels
Les couples homosexuels ne bénéficient d'aucune reconnaissance légale. 

## Adoption homoparentale
L'adoption homoparentale n'est pas autorisée. 

## Tableau récapitulatif
| Dépénalisation de l’homosexualité                                                   | Oui |
| Majorité sexuelle identique à celle des hétérosexuels                               | Oui |
| Interdiction des discours de haine contre les LGBT                                  | Non |
| Interdiction de la discrimination liée à l'orientation sexuelle à l'embauche        | Non |
| Interdiction de la discrimination liée à l'identité de genre dans tous les domaines | Non |
| Mariage civil ou partenariat civil                                                  | Non |
| Adoption conjointe dans les couples de personnes de même sexe                       | Non |
| Adoption par les personnes homosexuelles célibataires                               | Non |
| Droit pour les gays de servir dans l’armée                                          | Non |
| Droit de changer légalement de genre (après stérilisation)                          | Non |
| Gestation pour autrui pour les gays                                                 | Non |
| Accès aux FIV pour les lesbiennes                                                   | Non |
| Autorisation du don de sang pour les HSH                                            | Non |